# Chikashi Masuda
Chikashi Masuda (japanisch 増田 誓志 Masuda Chikashi; * 19. Juni 1985 in der Präfektur Miyazaki) ist ein ehemaliger japanischer Fußballnationalspieler.

## Karriere

### Verein
Von 1998 bis 2000 besuchte Masuda die Realschule Kibana und anschließend bis  2003 das Gymnasium Xiang Peng. 2004 bestritt er sein erstes Spiel für die Kashima Antlers, bei denen er sechs Jahre im Mittelfeld auftrat und insgesamt 141 Spiele absolvierte. Ab 2010 war er zeitlich begrenzt an die Montedio Yamagata ausgeliehen.
Am 1. Februar 2020 beendete er seine Karriere als Fußballspieler.

### Nationalmannschaft
Er bestritt bis 2012 ein Spiel in der Japanischen Fußballnationalmannschaft.

## Erfolge
Kashima Antlers
- Japanischer Supercup: 2009